# Jaillon
Jaillon est une commune française située dans le département de Meurthe-et-Moselle, en région Grand Est.

## Géographie
D’après les données Corine land Cover, le territoire communal de 747 hectares comprend en 2011, plus de  57 % de terres arables et de prairies, près de 26  % de forêt, 3.5% de surfaces agricoles diverses et 12  % de zones industrielles et urbanisées.
Le territoire est arrosé par le Terrouin (sur 4,295 km) et le ruisseau le Longeau (sur 0,591 km).
La commune est desservie par la route départementale no 611 (Toul-Dieulouard) mais les chroniques historiques et répertoires archéologiques signalent d'anciens chemins allant vers Liverdun à l'est et vers Avrainville au nord-ouest.

### Communes limitrophes
| Avrainville  | Rosières-en-Haye     | Rosières-en-Haye     |
| Francheville | Jaillon              | Liverdun             |
|              | Villey-Saint-Étienne | Villey-Saint-Étienne |

### Hydrographie
La commune est dans le bassin versant du Rhin au sein du bassin Rhin-Meuse. Elle est drainée par le ruisseau le Longeau et le Terrouin,.
Le Longeau, d'une longueur de 14 km, prend sa source dans la commune de Pagney-derrière-Barine et se jette  dans le Terrouin sur la commune, après avoir traversé cinq communes. 

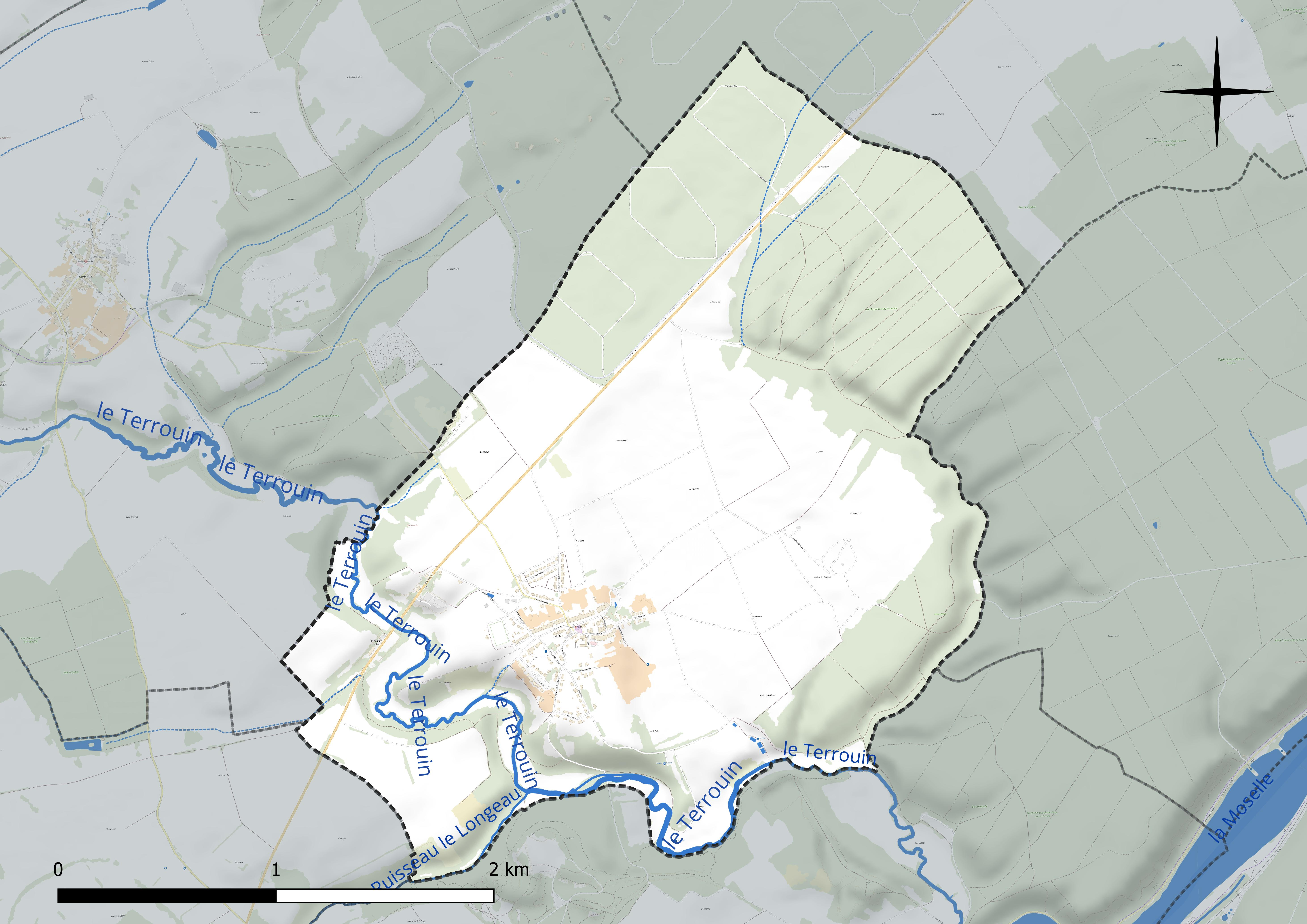
Réseau hydrographique de Jaillon.

Le Terrouin, d'une longueur de 30 km, prend sa source dans la commune de Lucey et se jette  dans la Moselle à Villey-Saint-Étienne, après avoir traversé dix communes. 

### Climat
Pour des articles plus généraux, voir Climat du Grand Est et Climat de Meurthe-et-Moselle.
En 2010, le climat de la commune est de type climat des marges montargnardes, selon une étude du Centre national de la recherche scientifique s'appuyant sur une série de données couvrant la période 1971-2000. En 2020, Météo-France publie une typologie des climats de la France métropolitaine dans laquelle la commune est dans une zone de transition entre le climat océanique altéré et le climat océanique altéré et est dans la région climatique  Lorraine, plateau de Langres, Morvan, caractérisée par un hiver rude (1,5 °C), des vents modérés et des brouillards fréquents en automne et hiver. 
Pour la période 1971-2000, la température annuelle moyenne est de 9,6 °C, avec une amplitude thermique annuelle de 16,7 °C. Le cumul annuel moyen de précipitations est de 800 mm, avec 12,2 jours de précipitations en janvier et 9,1 jours en juillet. Pour la période 1991-2020, la température moyenne annuelle observée sur la station météorologique de Météo-France la plus proche, « Nancy-Ochey », sur la commune d'Ochey à 19 km à vol d'oiseau, est de 10,5 °C et le cumul annuel moyen de précipitations est de 810,4 mm. 
La température maximale relevée sur cette station est de 39,6 °C, atteinte le 25 juillet 2019 ; la température minimale est de −19,1 °C, atteinte le 12 janvier 1987,,. 
Les paramètres climatiques de la commune ont été estimés pour le milieu du siècle (2041-2070) selon différents scénarios d'émission de gaz à effet de serre à partir des nouvelles projections climatiques de référence DRIAS-2020. Ils sont consultables sur un site dédié publié par Météo-France en novembre 2022.

## Urbanisme

### Typologie
Au 1er janvier 2024, Jaillon est catégorisée commune rurale à habitat dispersé, selon la nouvelle grille communale de densité à sept niveaux définie par l'Insee en 2022.
Elle est située hors unité urbaine. Par ailleurs la commune fait partie de l'aire d'attraction de Nancy, dont elle est une commune de la couronne,. Cette aire, qui regroupe 353 communes, est catégorisée dans les aires de 200 000 à moins de 700 000 habitants,.

### Occupation des sols
L'occupation des sols de la commune, telle qu'elle ressort de la base de données européenne d’occupation biophysique des sols Corine Land Cover (CLC), est marquée par l'importance des territoires agricoles (53,9 % en 2018), en diminution par rapport à 1990 (61,9 %). La répartition détaillée en 2018 est la suivante : terres arables (34,6 %), forêts (24,6 %), prairies (19,2 %), zones industrielles ou commerciales et réseaux de communication (11,9 %), zones urbanisées (4,8 %), mines, décharges et chantiers (3,5 %), milieux à végétation arbustive et/ou herbacée (1,2 %), zones agricoles hétérogènes (0,1 %). L'évolution de l’occupation des sols de la commune et de ses infrastructures peut être observée sur les différentes représentations cartographiques du territoire : la carte de Cassini (XVIIIe siècle), la carte d'état-major (1820-1866) et les cartes ou photos aériennes de l'IGN pour la période actuelle (1950 à aujourd'hui).

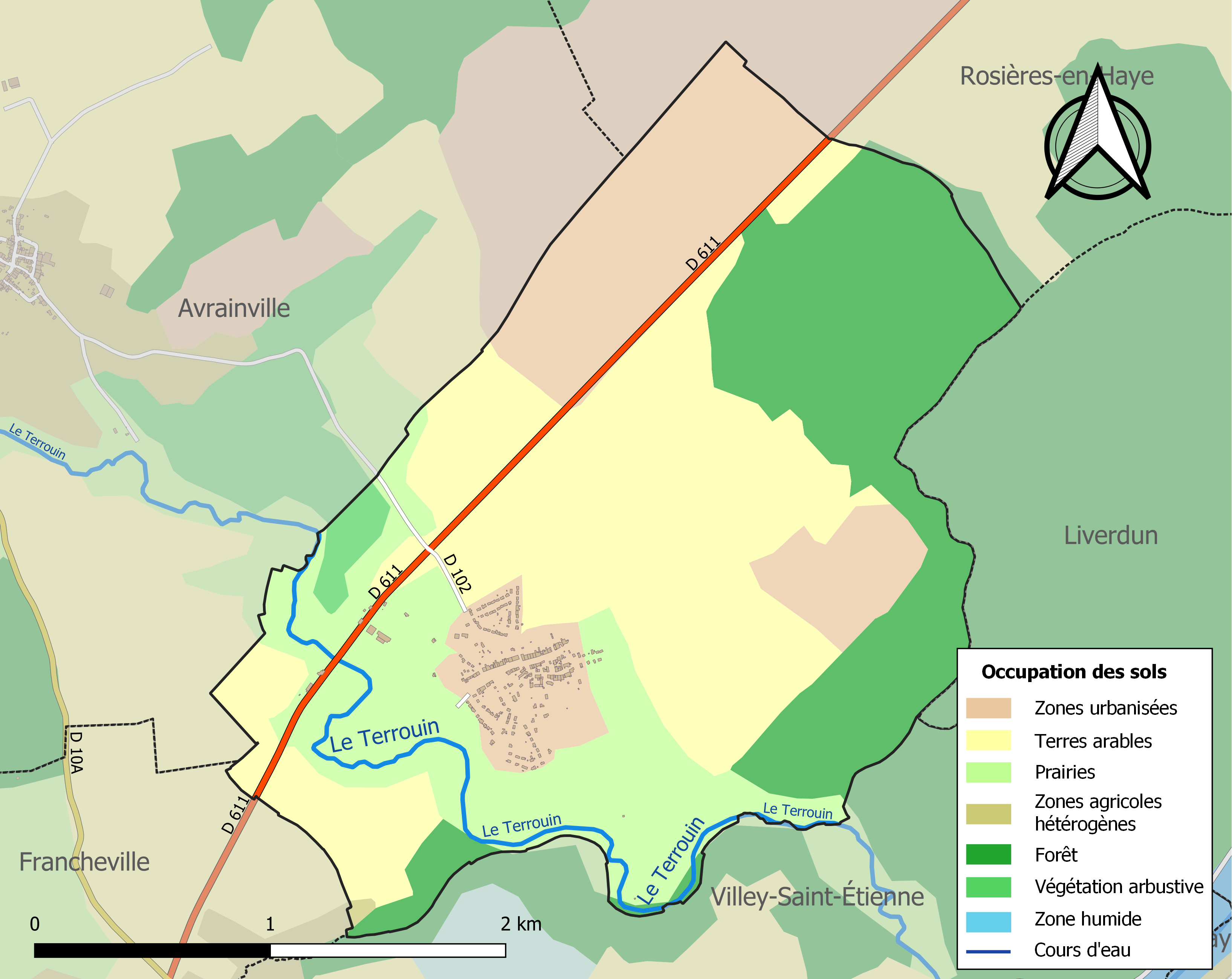
Carte des infrastructures et de l'occupation des sols de la commune en 2018 (CLC).

## Toponymie
Gavalongæ (836) ; Gavalunigæ (884) ; Gavalungæ (936) ; Ecclesia Gavillonis (1065) ; Javulns (1169) ; Javelons (1127-1168) ; Jauluns (1196) ; Javillons Jaillons Jallons (1271) ; Gavelutæ (1359) ; Jaillonnum Jalonnum domus hospitaliorum de Jaillons (1402) sont les graphies recensées dans le Dictionnaire topographique du département de la Meurthe.
M. Auguste Longnon propose dans son dictionnaire de toponymie une formation pour le substantif Jaille à partir du verbe jaillir, en lien avec un lieu où jaillissent des sources. La topographie de la commune comporte effectivement une vallée arrosée. Marie-Thérèse Morlet y voit le toponyme dériver de jaille (endroit bourbeux, marécageux).

E. Grosse en parle en ces termes :
«Ce village remonte à la plus haute antiquité : on le nommait, en latin, Gavillo, et il en est fait mention dans quelques actes publics du IXe siècle.Il est encore parlé de Gavolingis et Gavolonigis, dans deux titres de l'abbaye de Saint-Evre, l'un de l'an 836 et l'autre de l'an 884.»

## Histoire

### Préhistoire et antiquité

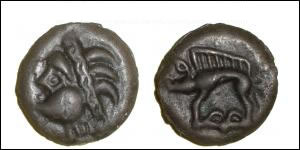
Reproduction parue dans la revue Gallia.

H. Lepage signale sur ce territoire la découverte d'objets en silex travaillé, intacts ou à l'état de débris et de quelques monnaies des Leuques, l'une d'entre elles, au droit, présente une tête barbare, et au revers, un sanglier.
De nombreuses monnaies romaines et d'autres objets ont été trouvées sur la commune le long de l'ancienne voie Lyon - Trèves. (Fig. 1 - Jaillon (ban communal)).

Toutefois Lepage défend l'hypothèse, contraire à ses prédécesseurs historiens, que ce secteur, s'il a sûrement été fréquenté par des armées romaines, n'a jamais été fortifié comme un camp aménagé sur la durée :  
«. De chaque côté de cette voie, près de Jaillon, vaste plateau appelé par les auteurs et la tradition Camp romain, dénomination adoptée aussi par M. Beaulieu. Malgré son assertion, nous pensons que le prétendu camp de Jaillon n'a été qu'un lieu de stationnement temporaire pour les légions en marche entre Toul et Scarponne, et que cet emplacement, très-favorable du reste pour les haltes, ne fut jamais pourvu de travaux de défense sérieux, comme les camps proprement dits. D'après l'examen du sol, les trouvailles faites et le nom des cantons conservés, on doit supposer que les troupes de pied stationnaient sur le petit plateau, limité à peu près par le village, la vallée, la route et le chemin de la Croix, emplacement ayant la forme d'un quadrilatère d'environ 500 mètres de l'est à l'ouest, et de 400 mètres du nord au sud...»
«Ces découvertes font présumer que le soi-disant camp de Jaillon ne fut qu'un établissement agricole, où purent parfois s'attarder ou séjourner des colonnes militaires en route vers la frontière de Germanie.»

### Moyen Âge
Les chroniques rapportent en plusieurs occasions la découverte d’une nécropole mérovingienne :
«(en creusant une cave)... en 1869, découverte de 40 sépultures, dans 13 tombeaux rangés sur 4 lignes, parallèles deux à deux ; 2 mètres de distance, renfermant chacune 3 ou 4 squelettes. On recueillit 2 vases, des grains de colliers en corail et en verroteries.»
Qu' Édouard Salin classe dans le groupe des sépultures du Haut Moyen Âge.

### Les Hospitaliers
J. Beaupré évoque quant à lui les dernières périodes du Moyen Âge en ces termes : 
«Jaillon est très ancien il est cité dans une charte de l'an 836, sous le nom de Gavalongæ (D. T.), et, au XIe siècle, on le voit en possession d'une église qui est donnée aux chanoines de Saint-Gengoult (S.). Au Pont-de-Jaillon, écart appelé le Pont à Jaillons en 1291 (D. T.), à 5 ou 600 mètres à l'ouest du village, près de la route, il existait, à cette date, un hôpital qui relevait de la commanderie de Libdeau, un pâtis à peu de distance s'appelle la Commanderie, »
De fait, une commanderie de l'ordre de Saint-Jean de Jérusalem a existé au lieu-dit Pont de Jaillon. Son existence est attestée en 1291 et en 1296 et elle a été rattachée à la commanderie de Libdeau après la dévolution des biens de l'ordre du Temple,.
«Cet établissement hospitalier n'était plus qu'un ermitage en 1616 ; il fut démoli par arrêt du conseil de Lorraine, quelque temps après, pour un motif qu'on ne fait pas connaitre».

### Époque moderne
Dans un livre consacré à la Première Guerre mondiale, René Mercier transcrit un texte signé Pierre Léony qui évoque dans une note de campagne les conséquences du conflit sur la vie campagnarde lorraine et notamment à Jaillon :
« Les Animaux Hélas ! nous n'aurons pas eu de Comice agricole cette année. Les chevaux ardennais-lorrains qui devaient être à Longwy, à Pont-à-Mousson, à Mandres-aux-Quatre-Tours, traînent maintenant les convois sur les routes. Les vaches sont dans les parcs prêtes à être sacrifiées pour l'armée. Et les célèbres volailles de Mme Laroppe, de Jaillon, ont été mangées par les territoriaux. »

## Politique et administration
| Période                                  | Période   | Identité           | Étiquette | Qualité                                          |
| ---------------------------------------- | --------- | ------------------ | --------- | ------------------------------------------------ |
| Les données manquantes sont à compléter. |           |                    |           |                                                  |
| mars 2001                                | mars 2008 | Michel Milandri    |           |                                                  |
| mars 2008                                | mai 2020  | Régis Mathieu      |           | Retraité salarié du secteur privé                |
| mai 2020                                 | En cours  | Catherine Sauvage, |           | Cadre administrative et commerciale d'entreprise |

## Population et société

### Démographie
L'évolution du nombre d'habitants est connue à travers les recensements de la population effectués dans la commune depuis 1793. Pour les communes de moins de 10 000 habitants, une enquête de recensement portant sur toute la population est réalisée tous les cinq ans, les populations de référence des années intermédiaires étant quant à elles estimées par interpolation ou extrapolation. Pour la commune, le premier recensement exhaustif entrant dans le cadre du nouveau dispositif a été réalisé en 2005.

En 2022, la commune comptait 470 habitants, en évolution de −0,42 % par rapport à 2016 (Meurthe-et-Moselle : −0,13 %, France hors Mayotte : +2,11 %).
| 1793 | 1800 | 1806 | 1821 | 1831 | 1836 | 1841 | 1846 | 1851 |
| ---- | ---- | ---- | ---- | ---- | ---- | ---- | ---- | ---- |
| 245  | 260  | 270  | 292  | 300  | 270  | 293  | 293  | 311  |

| 1856 | 1861 | 1872 | 1876 | 1881 | 1886 | 1891 | 1896 | 1901 |
| ---- | ---- | ---- | ---- | ---- | ---- | ---- | ---- | ---- |
| 308  | 291  | 269  | 254  | 249  | 242  | 262  | 237  | 212  |

| 1906 | 1911 | 1921 | 1926 | 1931 | 1936 | 1946 | 1954 | 1962 |
| ---- | ---- | ---- | ---- | ---- | ---- | ---- | ---- | ---- |
| 216  | 202  | 172  | 172  | 178  | 182  | 182  | 215  | 213  |

| 1968 | 1975 | 1982 | 1990 | 1999 | 2005 | 2006 | 2010 | 2015 |
| ---- | ---- | ---- | ---- | ---- | ---- | ---- | ---- | ---- |
| 180  | 166  | 179  | 249  | 302  | 350  | 360  | 353  | 469  |

| 2020 | 2022 | - | - | - | - | - | - | - |
| ---- | ---- | - | - | - | - | - | - | - |
| 464  | 470  | - | - | - | - | - | - | - |

## Économie
Les historiens s'accordent à décrire une économie essentiellement agricole et faiblement viticole, au XIXe siècle :   
« Surf. territ. : 747 hect. ; 459 en terres lab., 39 en prés, 11 en vignes, 126 en bois »,

### Secteur primaire ouAgriculture
Le secteur primaire comprend, outre les exploitations agricoles et les élevages, les établissements liés à l’exploitation de la forêt et les pêcheurs.
D'après le recensement agricole 2010 du Ministère de l'agriculture (Agreste), la commune de Jaillon était majoritairement orientée sur la polyculture et le poly-élevage (auparavant même production ) sur une surface agricole utilisée d'environ 192 hectares (inférieure à la surface cultivable communale) en nette diminution depuis 1988 - Le cheptel en unité de gros bétail s'est réduit de 419 à 174 entre 1988 et 2010. Il n'y avait plus que 3 (11 auparavant) exploitations agricoles ayant leur siège dans la commune employant 3 unités de travail. (8 auparavant).

## Culture locale et patrimoine

### Lieux et monuments
- Découverte en 1869 d'une nécropole mérovingienne.
- Château de Jaillon à Jaillon XVIe - XVIIe ruiné, remanié XVIIIe.
- Voie romaine Reims-Metz.
- Église Saint-Gorgon XIXe siècle : maître-autel et tabernacle 1872 en pierre et staff.

### Héraldique, logotype et devise
| Blason de Jaillon | Blason  | De gueules aux trois besants d’argent accompagnés de deux burèles du même en chef et en pointe. |
| Blason de Jaillon | Détails | Le statut officiel du blason reste à déterminer.                                                |